# Roca Vermella
La Roca Vermella és una muntanya de 468 metres que es troba al municipi del Montmell, a la comarca catalana del Baix Penedès.